# Mastododera villiersi
Mastododera villiersi là một loài bọ cánh cứng trong họ Cerambycidae.